# Bąkowice
Bąkowice [pronunciación en polaco: /bɔnkɔˈvit͡sɛ/] (en alemán: Bankwitz) es un pueblo en el distrito administrativo de Gmina Świerczów, dentro del distrito de Namysłów, voivodato de Opole, en el sudoeste de Polonia. Se encuentra aproximadamente 16 kilómetros al sur de Namysłów y 34 kilómetros al noroeste de la capital regional, Opole.